# Caspar Arnold Grein
Caspar Arnold Grein (* 1764 in Brühl; † 11. August 1835 in Köln) war ein deutscher Stillleben- und Landschaftsmaler sowie Zeichner.

## Leben
Ab 1779 erfolgte Greins Ausbildung in Köln bei dem Blumenmaler Johann Martin Metz. 1790 oblag ihm die Leitung einer eigenen Zeichenschule in Köln. Die Jahre 1802 bis 1804 verbrachte Grein in Paris, gemeinsam mit seinem Schüler Matthias Joseph de Noël, als Schüler an der École des Beaux-Arts. Anschließend kehrte Grein nach Köln zurück.